# Go Won
Park Chae-won (Hangul: 박채원; Hán Việt: Phác Thái Mạn; Hanja: 朴彩嫚) sinh ngày 19 tháng 11 năm 2000) thường được biết đến với nghệ danh Go Won hay Gowon (Hangul: 고원) là một ca sĩ người Hàn Quốc, thành viên của nhóm nhạc nữ LOONA và là thành viên nhóm nhỏ LOONA yyxy. Trong nhóm, cô là vocalist, dancer và rapper. Hiện tại cô là thành viên của nhóm nhạc nữ Loossemble .

## Sự nghiệp
Tháng 1 năm 2018, Go Won được công bố là thành viên thứ mười một của nhóm nhạc nữ Loona, và phát hành album đĩa đơn Go Won bao gồm bài hát chủ đề "One&Only". Tháng 5 năm 2018, cô trở thành thành viên nhóm nhỏ thứ ba của Loona với tên gọi Loona yyxy. Go Won chính thức ra mắt trong đội hình hoàn chỉnh của Loona vào tháng 8 năm 2018.

## Danh sách đĩa nhạc

### Album đĩa đơn
| Tên    | Thông tin chi tiết                                                                                     | Thứ hạng cao nhất | Doanh số     |
| Tên    | Thông tin chi tiết                                                                                     | HQ                | Doanh số     |
| ------ | --- | ----------------- | ------------ |
| Go Won | - Ngày phát hành: 30 tháng 1 năm 2018 - Hãng đĩa: Blockberry Creative - Định dạng: CD, nhạc số, stream | 10                | - HQ: 15.066 |

### Đĩa đơn
| "One&Only"                                                                                  | 2018 | — | — | — | Go Won |
| "—" cho biết bài hát không lọt vào bảng xếp hạng hoặc không được phát hành tại khu vực này. |      |   |   |   |        |